# Лю Шань
Лю Шань (спрощ.: 劉禪; піньїнь: Liu Shan; 207—271) — останній китайський імператор з династії Шу періоду Саньґо.

## Життєпис
Був старшим сином Лю Бея й наложниці Гань. 208 року під час битви проти сил Цао Цао його батько був змушений тікати, залишивши Гань з дитиною під опікою генерала Чжао Юня, який вивів їх у безпечне місце.
221 року Лю Бей проголосив себе імператором нового царства Шу, Лю Шань став спадкоємцем престолу. За два роки імператор помер, а престол зайняв його син і спадкоємець Лю Шань.
Перші роки Лю Шань довіряв усі державні справи Чжуге Ляну, який мав статус регента. В той період ключові посади при дворі займали талановиті адміністратори. За порадою Чжуге Ляна Лю Шань уклав союз із державою У, щоб спільними зусиллями протистояти Вей.
На самому початку правління Лю Шаня з-під влади династії Шу спробували вийти південні варвари. Проте 225 року Чжуге Лян дипломатичними та військовими діями зумів зберегти цілісність своєї держави. Після цього південні варварські племена стали відданими союзниками династії Шу в її боротьбі проти Вей.
227 року Чжуге Лян вирушив у перший зі своїх північних походів, утім 231 року його співрегент Лі Янь, неспроможний забезпечити постачання військ, підробив імператорський указ, що наказував Чжуге Ляну повернутись до столиці. Коли той факт було викрито, Лю Шань усунув Лі Яня від посади й помістив його під домашній арешт.
234 року під час чергового походу проти Вей Чжуге Лян серйозно захворів. Довідавшись про це, Лю Шань відрядив до нього свого секретаря, щоб той записав поради Чжуге Ляна з найважливіших державних справ. Серед іншого регент порадив, щоб його наступником став Цзян Вань, що імператор і зробив по смерті Чжуге Ляна.
За регентства Цзян Ваня було пом'якшено зовнішню політику щодо царства Вей. 243 року регент захворів і передав більшість повноважень Фей І. 245 року Цзян Вань помер.
За регентства Фей І імператор виявив пристрасть до подорожей і коштовностей, що чинило значний тиск на державну казну. 253 року Фей І був убитий генералом Го Сюнем, після чого фактичним регентом став Цзян Вей. Оскільки останній цілковито був зайнятий прикордонними військовими справами, всередині країни почав зростати впив євнуха Хуан Хао. У той період Цзян Вей здійснив низку походів проти Вей, які, однак, не завдавши значних збитків, стали тягарем для Шу, чий уряд уже був не таким ефективним, як за Чжуге Ляна та Цзян Ваня.
До 261 року вплив Хуан Хао всередині країни зріс настільки, що з ключових фігур в уряді залишились тільки Дун Цзюе й син Чжуге Ляна Чжуге Чжань. 262 року Хуан Хао спробував повалити Цзян Вея та замінити його на свого друга Янь Юя. Довідавшись про це, Цзян Вей порадив Лю Шаню стратити Хуан Хао, втім імператор відмовився. Тоді Цзян Вей, остерігаючись за своє життя, виїхав до прикордонного Тачжуна.
262 року регент царства Вей Сима Чжао, роздратований нападами Цзян Вея, вирішив усунути загрозу з боку Шу раз і назавжди. 263 року вейська армія вирушила на Шу. Цзян Вей зумів тимчасово зупинити армію, втім той успіх був короткочасним. Коли між силами Сима Чжао та столицею Шу не лишилось військ, Лю Шань вирішив здатись.
264 року Лю Шань разом з усією родиною був перевезений до столиці Вей, міста Лоян, де йому надали титул Аньле-ґун. 271 року він помер у Лояні, й отримав посмертний титул Аньле-сиґун. Надалі Лю Юань, який заснував династію Північна Хань, проголосив себе законним наступником династії Хань, і надав Лю Шаню посмертний імператорський титул Сяохуай-хуанді.

## Девізи правління
- Цзяньсін (建興) 223—237
- Яньсі (延熙) 238—257
- Цзіньяо (景耀) 258—263
- Яньсін (炎興) 263